# Abner Dalrymple
Abner Frank Dalrymple (9 septembre 1857 - 25 janvier 1939) est un joueur de champ extérieur de baseball ayant joué dans les Ligues majeures de 1878 à 1891.

## Carrière
Abner Dalrymple voit le jour à Gratiot dans le Wisconsin le 9 septembre 1857. Il joue son premier match professionnel le 1er mai 1878 avec les Grays de Milwaukee.
Il porte l'uniforme des White Stockings de Chicago (aujourd'hui les Cubs de Chicago) pendant huit saisons, de 1879 à 1886. Il élève sa moyenne au bâton au-dessus de ,300 à trois reprises avec cette équipe. En 1880, il remporte le championnat des coups sûrs avec 126 en 86 parties jouées, et mène tous les joueurs du baseball majeur avec 91 points marqués. En 1885, son avant-dernière saison avec Chicago, il mène la Ligue nationale avec 11 coups de circuit.
Dalrymple a la distinction d'avoir été, en 1881, le premier joueur de l'histoire des majeures à se voir accorder un but-sur-balles intentionnel avec les buts remplis, donnant automatiquement un point au club adverse.. Cette situation rarissime ne s'est d'ailleurs reproduite que cinq fois dans les 130 années suivantes.
Il joue pour les Pittsburgh Alleghenys (futurs Pirates de Pittsburgh) en 1887 et 1888 puis, après deux ans hors du jeu, complète sa carrière en 1891 avec les Brewers de Milwaukee de l'Association américaine (à ne pas confondre avec les actuels Brewers de Milwaukee).
Dans sa carrière de 12 saisons, Abner Dalrymple joue 951 parties, dont 709 avec Chicago. Sa moyenne au bâton à vie est de ,288 avec 1202 coups sûrs, 43 coups de circuit, 407 points produits et 813 points marqués. 
Il meurt à Warren, en Illinois, le 25 janvier 1939.

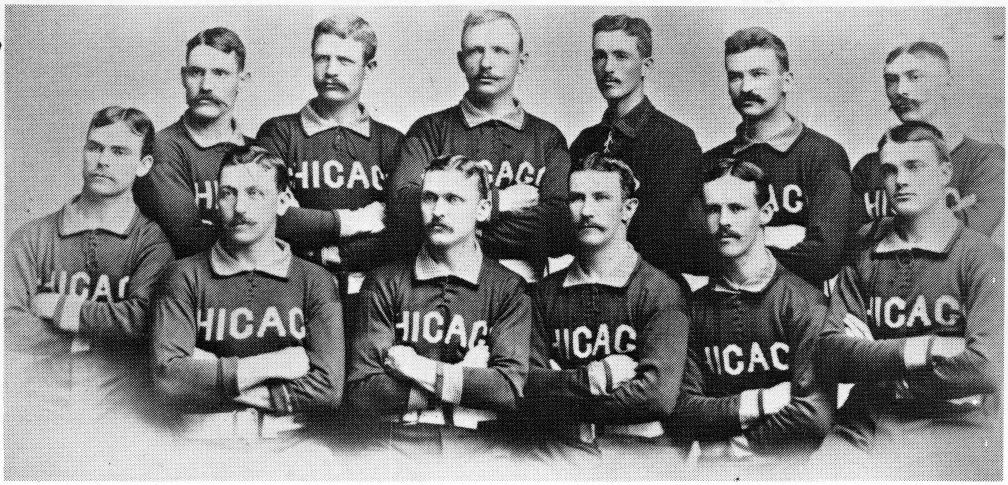
Sur cette photo d'équipe des White Stockings de Chicago en 1885, Abner Dalrymple est le quatrième à partir de la droite dans la rangée du bas.